# RTL 5
RTL 5はルクセンブルクのRTLグループ傘下に置くオランダのテレビチャンネル。1993年10月2日開局。

## 主な番組
- 24 -TWENTY FOUR-
- America's Next Top Model
  - Australia's Next Top Model
  - Holland's Next Top Model
- BONES
- CSI:科学捜査班
  - CSI:ニューヨーク
  - CSI:マイアミ
- HEROES
- プリズン・ブレイク
- Lost In Tokyo（2007年放送）